# Onán
Onán a bibliában, a Mózes első könyvében említett személy, Júda második fia, aki egy kánaáni lánytól született.
Onánt a bibliai történet szerint Isten azért ölte meg, mert nem volt hajlandó apja utasítására sógorházasságot kötni bátyja gyermektelen özvegyével, Támárral, valamint amiért nem volt hajlandó gyermeket nemzeni neki, bár megtévesztő módon úgy tett mintha hajlandó lenne rá. A korai keresztény teológiában a bibliai szöveg azon szakaszát mely azt írja, hogy Onán a „földre engedte a magját” önkielégítésként értelmezték, ezért nevezték az önkielégítést onániának. Értelmezésük szerint Isten Onánt az önkielégítés miatt büntette meg.

## Története a bibliában
A bibliában szereplő történet szerint Onán testvérét, akit Hérnek hívtak, Isten megölte mert gonosznak találta őt, ezért Onánnak, apja, Júda utasítását követve, feleségül kellett volna vennie Támárt, és utódot kellett volna nemzenie Támárral.

„Júda ezért azt mondta Onánnak: Menj be bátyád feleségéhez, és vedd el, hogy utódot támassz a bátyádnak!”

– Teremtés könyve

Onán azonban maga akarta örökölni elhunyt testvérének vagyonát, ezért nem szándékozott Támárral utódot nemzeni. Ez volt az oka annak, hogy a földre ontotta magját. Mivel Ernek nem volt utóda, ezért a szokásjog szerint Onán (mint legidősebb fiúgyermek) örökölte volna apja vagyonát. Isten rossznak ítélte amit Onán tett ezért őt is megölte.

## Értelmezésének kritikája
A klasszikus keresztény értelmezéssel szemben kritikusok szerint a történet félreértéséből fakadóan nevezték tévesen az önkielégítést onanizálásnak, ugyanis Onán valójában nem önkielégítést végzett, hanem megszakított közösüléssel (coitus interruptus) védekezett a nem kívánt terhesség ellen, mely valójában fogamzásgátlásnak minősíthető. Néhány bibliatudós állítása szerint a bibiában még olyan állítás sem található sehol, mely szerint az önkielégítés bűnös tevékenység volna.

## Megjegyzés
1. ↑  Sógorházasság (levirátus): Ha a férj gyermektelenül halt meg, akkor a jogszokás alapján a fiatalabb testvérnek el kellett vennie feleségül az özvegyet, hogy utódai lehessenek az elhunytnak. Az így létrejött új házasságból származó első gyermek az elhunyt nevét viselte, szokásjog szempontjából az ő utódának számított, ezért ennek az örökösödés szempontjából is jelentősége volt.
2. ↑  Annak ellenére, hogy a bibliában nem található olyan állítás, mely szerint Onán tette önkielégítés lett volna.

## Fordítás
- Ez a szócikk részben vagy egészben a Onan című angol Wikipédia-szócikk fordításán alapul.  Az eredeti cikk szerkesztőit annak laptörténete sorolja fel. Ez a jelzés csupán a megfogalmazás eredetét és a szerzői jogokat jelzi, nem szolgál a cikkben szereplő információk forrásmegjelöléseként.